# John L. Tonry
| (20109) Alicelandis | 12. September 1995 |
| (30917) Moehorgan   | 19. April 1993     |

John Landis Tonry (* 1953 in Boston) ist ein US-amerikanischer Astronom und Entdecker von Asteroiden.

## Leben
Er studierte bis 1975 Mathematik an der Princeton University und promovierte 1980 an der Harvard University in Physik. 1986 wurde er Professor am MIT, ein Jahr später wechselte er auf den Lehrstuhl für Astronomie an der Universität von Hawaii und in das dortige High-Z Supernova Search Team. Dort entdeckte er zwischen 1993 und 1995 insgesamt zwei Asteroiden. 1986 wurde er Forschungsstipendiat der Alfred P. Sloan Foundation (Sloan Research Fellow).
2016 wurde ein Asteroid nach ihm benannt: (40919) Johntonry. 2018 wurde Tonry in die National Academy of Sciences gewählt.
Er wird in der Nobelpreisschrift des Nobelpreisträgers Brian P. Schmidt genannt.

## Projekte
Er ist an folgende Projekte der Universität Hawaii maßgeblich beteiligt Pan-STARRS und Asteroid Terrestrial-impact Last Alert System.

## Veröffentlichungen
- Elliptical Galaxies and the Dynamics of the Local Super-Cluster (Dissertation)[8]
- mit John P. Blakeslee: Globular Clusters in Fornax: Does  Depend on Environment?[9]